# Dinastía Piast
La dinastía Piast es una dinastía polaca que rigió en Polonia desde sus comienzos como Estado independiente hasta 1370. Ramificaciones de los Piastas continuaron rigiendo ducados aliados en Mazovia hasta 1526 y en Silesia hasta 1675.  
Piast fue el fundador de la dinastía Piasta. Su nombre fue mencionado por primera vez en Cronicae et gesta ducum sive principum Polonorum de Gallus Anonymus, escrito aprox. en 1113. Aunque los primeros duques y reyes se consideraban descendientes de Piast, el término "Dinastía Piast" fue creado en el siglo XVII por los historiadores, trabajando para una serie de gobernantes de ducados en Silesia. El último Piast Jorge IV Guillermo de Legnica, duque de Brzeg y Legnica, murió en 1675, aunque numerosas familias asocian su genealogía con Piast.
Véase Lista de reyes de Polonia para identificar a los reyes.
| Nombre                                           | Reinado               |
| ------------------------------------------------ | --------------------- |
| Piast Kołodziej (legendario)                     | siglo VIII-IX         |
| Siemowit/Ziemowit (legendario)                   | siglo IX-X            |
| Lestko/Leszek (legendario)                       | siglo IX-X            |
| Siemomysł/Ziemomysł                              | siglo IX-X            |
| Miecislao I véase Dagome Iudex, primer dirigente | 960-992               |
| Boleslao I (el Bravo)                            | 992-1025              |
| Miecislao II Lambert                             | 1025-1034             |
| Bezprym                                          | 1031                  |
| Casimiro el Restaurador                          | 1034-1058             |
| Boleslao II el Temerario                         | 1058-1079             |
| Vladislao I Herman                               | 1079-1102             |
| Zbigniew y Boleslao III (el Bocatorcida)         | 1102-1107             |
| Boleslao III (el Bocatorcida)                    | 1107-1138             |
| Vladislao II el Desterrado                       | 1138-1146             |
| Boleslao IV el Rizado                            | 1146-1173             |
| Miecislao III el Viejo                           | 1173-1177             |
| Casimiro II el Justo                             | 1177-1194             |
| Leszek I el Blanco y Vladislao III               | 1194-1202             |
| Vladislao III Piernas Largas                     | 1202                  |
| Leszek I el Blanco                               | 1202-1210             |
| Miecislao IV                                     | 1210-1211             |
| Leszek I el Blanco                               | 1211-1227             |
| Vladislao III                                    | 1228                  |
| Conrado I de Mazovia                             | 1229-1232             |
| Enrique I el Barbudo                             | 1232-1238             |
| Enrique II el Piadoso                            | 1238-1241             |
| Conrado I de Mazovia                             | 1241-1243             |
| Boleslao V el Casto                              | 1243-1279             |
| Leszek II el Negro                               | 1279-1288             |
| Enrique IV el Justo                              | 1288-1290             |
| Premislao II                                     | 1290-1291 y 1295-1296 |
| Vladislao el Breve                               | 1306-1333             |
| Casimiro III el Grande                           | 1333-1370             |